# طوطی سلیمی

آگهی روزنامه همشهری

طوطی سلیمی (۹ آبان ۱۳۳۳ در تهران – ۲۳ اردیبهشت ۱۳۹۱ در بیمارستان شهدای تجریش تهران) بازیگر سینمای قبل از انقلاب ایران بود. او فعالیت خود را با نام طوبی سلیمی آغاز کرد. 

## زندگی‌نامه

### فعالیت‌های هنری
طوطی سلیمی توسط علی درویش رئیس سازمان سینمایی هلن به سینما معرفی شد. اولین فیلم اکران شده از او فیلم «صمد آرتیست میشود» بود ولی اولین حضورش در سینما در فیلم توقیف شده «سنجر» به کارگردانی سیروس الوند بود که هیچ‌وقت اکران نشد. او در فیلم سنجر با نام طوبی سلیمی در تبلیغات و پوستر فیلم معرفی شده بود.
او طی سالیان محدود فعالیت خود در سینما در فیلمهایی چون کینه، سنجر، صمد آرتیست می‌شود، صمد خوشبخت می‌شود، تکیه بر باد، ولینعمت، رابطه جوانی، مرد نا آرام، مرد شرقی زن فرنگی شرکت نمود. او پس از انقلاب به دادگاه‌های انقلاب اسلامی احضار شد.
پس از انقلاب نیز سلیمی به فعالیت خود در قالب سریال تلویزیونی "روزی عقابی" نقش آفرینی نمود.

### سال آخر زندگی
در تارخ ۳۰ آذر ۱۳۹۰ بود که روزنامه همشهری عکس طوطی سلیمی را در زمره افراد مجهول الهویت چاپ نموده بود تا خانواده‌های آن‌ها جهت شناسایی مراجعه فرمایند.
به‌دنبال تحقیقات توسط مطبوعات طوطی سلیمی در محلی بنام سامان سرای لویزان که تحت نظر شهرداری تهران اداره می‌شود یافت شد. و پس از پی‌گیری‌های لازم و مراجعه حضوری به آنجا موفق به دیدار با او شدند اما چون معلوم شد که وی حال مناسبی نداشته و دچار اختلال حواس است با توجه به حفظ شئونات اجتماعی و آبروی او از درج موضوع در رسانه‌ها خودداری شد. بعد از مدتی طوطی سلیمی به یک مرکز بهزیستی در تهران منتقل شد و با توجه به عدم وجود افرادی از خانواده وی اطلاع‌رسانی جهت انتقال وی انجام نشد که این به دلیل قانون انتقال افراد بی سرپرست بوده‌است. مدتی در حدود دو ماه در آنجا نگهداری می‌شد. لازم است ذکر شود که وی مبتلا به دو بیماری عمده قلبی و تنگی نفس بود، به همین دلیل به بیمارستان شهدای تجریش منتقل و از آنجایی که معالجات انجام شده مفید واقع نشد در تاریخ ۲۳ اردیبهشت ماه ۱۳۹۱ در سن ۵۷ سالگی درگذشت.
به دلیل عدم مراجعه هیچ فردی جنازه وی دو روز در سردخانه بیمارستان نگهداری شد و بعد مسئولان بیمارستان از طریق کلانتری اقدام به انتقال جسد وی به پزشکی قانونی کهریزک نمودند. مراحل قانونی و تشریفات دریافت مجوز دفن توسط  فرامرز امینی صورت پذیرفت. بعد از ۱۵ روز که جنازه وی در بیمارستان و پزشک قانونی بود روز چهارم خردادماه در قطعه ۳۱۷ ردیف ۷۴ شماره ۵۳ گورستان بهشت زهرا به خاک سپرده شد.
دختر طوطی سلیمی که در کشور عراق زندگی می‌کند به صورت اتفاقی به ایران سفر کرده و از طریق دوستان از خبر فوت مادرش مطلع گردیده‌است.

## فیلم شناسی
- ۱ - تکیه بر باد (۱۳۵۷)
- ۲ - رابطه جوانی (۱۳۵۵)
- ۳ - ولی نعمت (۱۳۵۵)
- ۴ - صمد خوشبخت می‌شود (۱۳۵۴)
- ۵ - کینه (۱۳۵۴)
- ۶ - مرد شرقی و زن فرنگی (۱۳۵۴)
- ۷ - مرد ناآرام (۱۳۵۴)
- ۸ - صمد آرتیست می‌شود (۱۳۵۳)
- ۹ - سنجر (۱۳۵۳) اکران نشد